# دير المدور (الحديدة)
دير المدور هي إحدى قرى مديرية المراوعة، التابعة لمحافظة الحديدة اليمنية، بلغ تعداد سكانها 1863 نسمة حسب الإحصاء الذي أجري عام 2004.